# بوروبة
بلدية من بلديات ولاية الجزائر تابعة لدائرة الحراش
- عدد سكان البلدية في 2006 120,478ن
- الرمز البريدي 16045

## أعلام
- محمد أمين حمية

## مواضيع ذات صلة
- تاريخ ولاية الجزائر
- بلديات ولاية الجزائر
- دوائر ولاية الجزائر